# 小行星9060
小行星9060（英語：9060 Toyokawa）是一颗围绕太阳公转的小行星。1992年9月4日，大友哲在藤枝市发现了此天体。
这颗小行星的绝对星等为353.9686371285774等。